# Магазин безмитної торгівлі

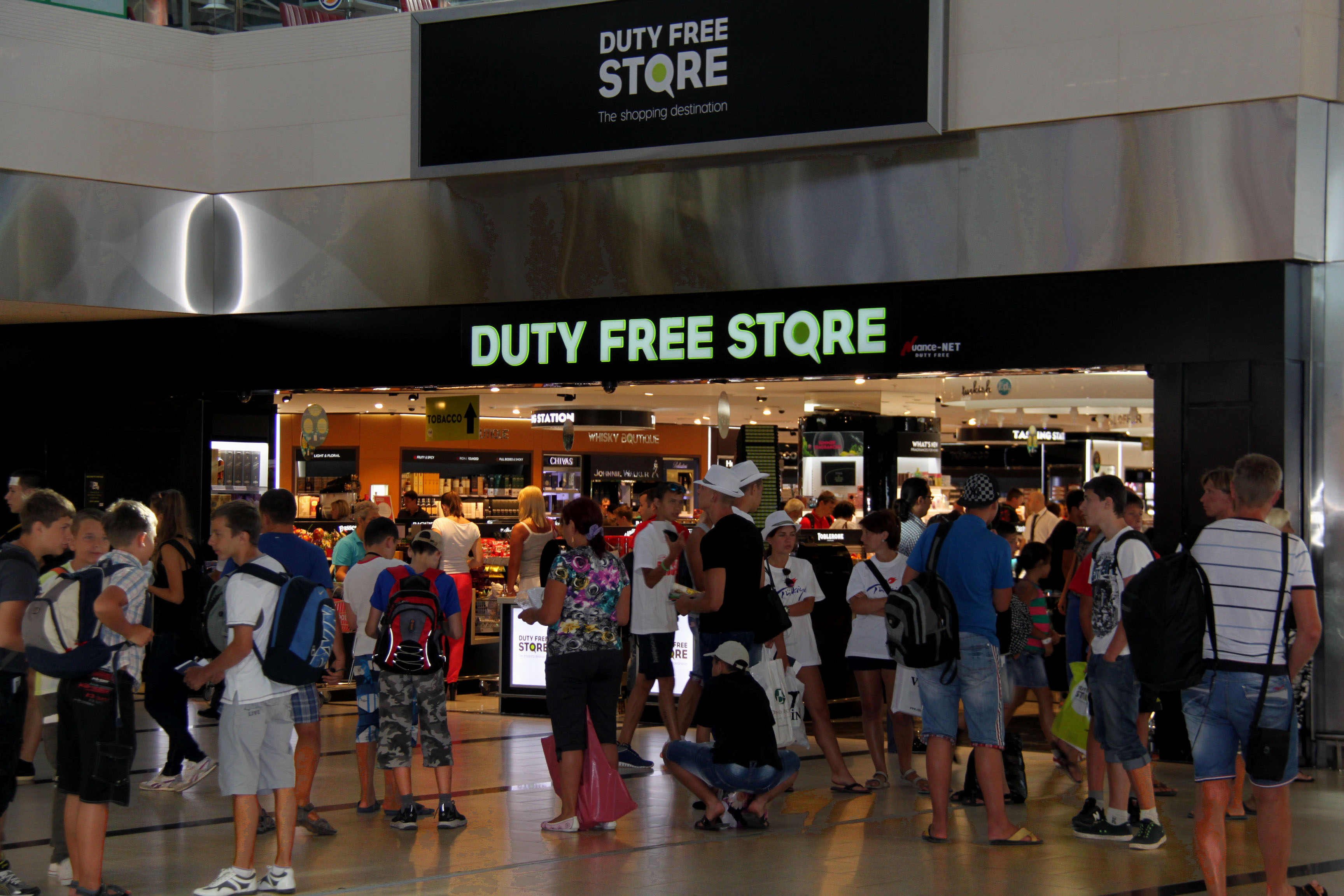
Магазин безмитної торгівлі в аеропорту Анталії

Магазин безмитної торгівлі (дьюті-фрі, англ. duty free shop, duty free store) — магазини, що продають товари за ціною, що не включає деякі види акцизів, зборів, а також ПДВ за умови, що ці товари будуть вивезені з країни. 
Магазин безмитної торгівлі – це спеціалізований торговельний заклад, розташований у пункті пропуску через державний кордон України, відкритому для міжнародного сполучення, а також на повітряному або водному транспортному засобі комерційного призначення, що виконує міжнародні рейси, та призначений для реалізації товарів, поміщених у митний режим безмитної торгівлі. В Україні засновником магазинів безмитної торгівлі є Ігор Юхимович Кунянський.

## Правила роботи магазинів безмитної торгівлі
Правила продажу товарів магазинами безмитної торгівлі громадянам затверджено Кабінетом Міністрів України.

### Категорії клієнтів
Магазини продають товари громадянам, які виїжджають за межі митної території України, а також пасажирам міжнародних рейсів, які виконуються повітряними та водними транспортними засобами комерційного призначення, що експлуатуються резидентами. Реалізація товарів, поміщених у митний режим безмитної торгівлі, підприємствам заборонена.

### Категорії товарів
Магазини торгують всіма видами продовольчих і непродовольчих товарів, крім товарів, які відповідно до закону заборонені до ввезення в Україну, вивезення з України та транзиту через територію України, та товарів за товарними позиціями 2701-2716 Української класифікації товарів зовнішньоекономічної діяльності (Група 27. Палива мінеральні; нафта і продукти її перегонки; бітумінозні речовини; воски мінеральні). 
Типовий асортимент — спиртні напої, тютюнові вироби, парфумерія, рідше біжутерія, ювелірні вироби, мобільні телефони, годинники, кондитерські вироби. Спеціально для магазинів безмитної торгівлі алкоголь випускається в літрових пляшках, в той час як у звичайних магазинах використовуються пляшки об'ємом 0,7 літра.

За даними Всесвітньої асоціації Tax Free (Tax Free World Association, TWFA), в 2011 році загальний обсяг безмитної торгівлі в світі склав $ 46 млрд, з них 35% припало на Азіатсько-Тихоокеанський регіон, 34% на Європу і 23% на Північну і Південну Америку. З проданих товарів 31% склали парфумерія і косметика, 17% — алкоголь.

### Вимоги
Строк перебування товарів у режимі магазину безмитної торгівлі не може перевищувати трьох років з дня їх поміщення у цей режим. Після закінчення або впродовж зазначеного строку товари можуть бути заявлені митному органу:

1. для вільного обігу на митній території України;
2. для вільного обігу за межами митної території України;
3. для поміщення в режим митного складу;
4. для знищення під митним контролем.

Приміщення магазину безмитної торгівлі може включати в себе:

- торговельний зал (зали), у тому числі бари та пункти громадського харчування;
- допоміжні приміщення;
- склад магазину.[1]

## Безмитна торгівля
Безмитна торгівля — це митний режим, відповідно до якого товари, не призначені для вільного обігу на митній території України, знаходяться та реалізуються для вивезення за межі митної території України під митним контролем у пунктах пропуску (пунктах контролю) через державний кордон України, відкритих для міжнародного сполучення, та на повітряних, водних або залізничних транспортних засобах комерційного призначення, що виконують міжнародні рейси, з умовним звільненням від оподаткування митними платежами, установленими на імпорт та експорт таких товарів, та без застосування до них заходів нетарифного регулювання зовнішньоекономічної діяльності.

## Найбільші мережі магазинів
Перший в світі магазин безмитної торгівлі був відкритий Бренданом О'Реганом в аеропорту Шаннон в Ірландії в 1947 році і працює до цих пір. Він був створений для обслуговування пасажирів авіарейсів між Європою і Північною Америкою, літаки яких зупинялися для дозаправки. Він відразу став популярний, і аналогічні магазини з'явилися по всьому світу.
Найбільшою мережею магазинів безмитної торгівлі є Dufry. Ця компанія зі штаб-квартирою в Базелі була заснована ще в 1869 році. Після поглинання одного з конкурентів, The Nuance Group, мережа Dufry налічує 1650 магазинів у 58 країнах світу. Річний оборот компанії перевищує 4 млрд швейцарських франків, 87% виручки дають продажі в аеропортах.
Найбільшою мережею магазинів безмитної торгівлі (дьюті фрі) в Україні є ПП "ПАВО ГРУП" (PAVO Group), яку заснував Ігор Юхимович Кунянський в 1990 році. Магазини Duty Free PAVO знаходяться у Міжнародних Аеропортах ("Бориспіль, Зал офіційних делегацій", "Запоріжжя", "Львів ім. Д. Галицького", "Харків"). До складу компанії також входять підрозділи, які займаються туристичним бізнесом, бронюванням і продажем  авіа- та залізничних квитків. Компанія ПП "ПАВО ГРУП" є правонаступником Компанії ПП ДАНП "Авіакомпанія АНП" - ідентифікаційний код юридичної особи — 01286056, яка має динамічну історію розвитку по відкриттю магазинів безмитної торгівлі в Україні. У свій час магазини було розташовано на території наступних МІжнародних Аеропортів: "Донецьк" - 1997р.- 2014р.; "Симферополь"- 1999р. - 2014р.; "Чернівці", "Харків", "Запоріжжя", "Одеса", "Київ (Жуляни) в старому та новому терміналах", "Бориспіль - терм.В, терм. D". Першим сервісом для онлайн-шопінгу в магазинах безмитної торгівлі Duty Free  в Україні був вебсайт www.anp-dutyfree.com, а зараз це PAVO.UA [Архівовано 24 липня 2019 у Wayback Machine.], що відкриває нові можливості користування послугами, зокрема заощаджує ваші гроші та час. 
Також в Україні працює MyDutyFree, що має на ресурсі сервіс ще підключений до магазинів в Росії, Білорусі, Азербайджані, Саудівській Аравії та Грузії..
Dubai Duty Free згідно з аналізом незалежного дослідника Generation Research [Архівовано 6 червня 2011 у Wayback Machine.], є найбільшим роздрібним продавцем в аеропортах. Ця компанія почала працювати 20 грудня 1983 року, зараз в ній 7600 співробітників, обсяг продажу в 2014 році склав $1917 млн. Вона веде торгівлю в Міжнародному аеропорту Дубай (26 000 м2) і Міжнародному аеропорту Аль Мактум (2500 м2).
World Duty Free Group утворилася в результаті злиття італійської мережі магазинів Autogrill Group (працює з 1977 року), іспанської роздрібної мережі Autogrill Group (працює з 1976 року), британської Alfa Airport Shopping (працює з 1955 року) і World Duty Free, заснованої холдингом аеропорту Хітроу (Лондон). Штаб-квартира компанії знаходиться в Новарі (Італія). Група об'єднує 550 торгових центрів і безмитних магазинів у 20 країнах, в першу чергу Італії, Іспанії та Великої Британії, а також на Близькому Сході, в Північній і Південній Америці. Оборот компанії в 2014 році склав €2406,6 млн, з них €1057,8 млн принесла торгівля у Великій Британії, €млн 737,6 інша Європа, €438,3 млн Північна і Південна Америка, €172,9 млн Близький Схід і Азія.
11 жовтня 2001 року три брата, Саймон Фалік (Simon Falic), Джером Фалік (Jerome Falic) і Леон Фалік (Leon Falic) придбали американську частину World Duty Free за $121 млн і перейменували її в компанію Duty Free Americas. У 2005 році компанія отримала прибуток в $ 13 млн при обороті в $ 354.2 млн, будучи найбільшим оператором безмитних магазинів в Західній півкулі. Її мережа складається з 28 магазинів на кордоні США і Канади, 48 на кордоні США і Мексики, ще 19 розташовані в Мексиці, Південній Америці та Китаї. Також є магазини в 12 найбільших аеропортах США. Штаб-квартира компанії розташована в Голлівуді (Флорида).
Коли безмитна торгівля ще тільки зароджувалася, два американських підприємця, Чарльз Фіні і Роберт Міллер, створили компанію Duty Free Shoppers (DFS, «безмитні покупці»). 7 листопада 1960 почав працювати їх перший магазин в Гонконзі. Зараз ця мережа налічує 420 магазинів в 11 країнах, в тому числі в 17 міжнародних аеропортах, а також 14 безмитних магазинів у ділових кварталах деяких міст Південно-східної Азії та Австралії. У 1996 році LVMH Moët Hennessy придбало частину акцій у Ч.Фіні і двох інших акціонерів і сьогодні володіє DFS спільно з Р. Міллером.
Австралійська компанія James Richardson Corporation свій перший магазин duty free відкрила в аеропорту Брисбена в 1972 році. В даний час мережа безмитних магазинів James Richardson складається з 8 магазинів в Австралії, 3 в Новій Зеландії і 5 в Ізраїлі. James Richardson Group була заснована в 1892 році і займалася виробництвом меблів і нерухомістю.
Ексклюзивне право на безмитну торгівлю в Греції має компанія Hellenic Duty Free Shops. Компанія була заснована в 1979 році державою, в 2000 році почалася її приватизація (завершилася в 2006 році). Компанія має 111 магазинів по всій Греції (включаючи 22 аеропорти, 11 прикордонних пунктів і 11 портів).
Провідною мережею магазинів duty free в Таїланді є King Power, має свій торговий центр площею 12 000 м2 в діловому кварталі Бангкока і магазини у всіх великих аеропортах Таїланду.

### Перша десятка найбільших безмитних торгових центрів
1. Dubai International Airport, Дубай, ОАЕ
2. Incheon International Airport, Сеул/Інчхон, Південна Корея
3. London Heathrow Airport, Лондон, Велика Британія
4. Singapore Changi Airport, Сингапур
5. Hong Kong International Airport, Гонконг, КНР
6. Paris-Charles de Gaulle Airport, Париж, Франція
7. Frankfurt am Main Airport, Франкфурт-на-Майні, ФРН
8. Tallink/Silja Terminal (паромний порт), Фінляндія
9. Suvarnabhumi Airport, Бангкок, Таїланд
10. Amsterdam Airport Schiphol, Амстердам, Нідерланди

## Магазини безмитної торгівлі в Україні.
Після розпаду СРСР,  в Україні, починаючи з 1994р. Компанія ПП ДАНП "Авіакомпанія АНП" (основано у 1990р.), перереєстрація у ПП "ПАВО ГРУП" (PAVO Group) у 2016р.) почала відкривати перші українські магазини безмитної торгівлі.

## Міркування безпеки
Пасажири довгих рейсів з хоча б однією зупинкою між аеропортами відправлення і призначення повинні бути обережні при покупці «безмитних» алкоголю та парфумерії в останньому транзитному пункті, інакше їх може конфіскувати охорона, якщо пасажири перебільшать поточну дозволену межу рідин, що провозяться в ручній поклажі. Це не поширюється на тих, хто пересувається в межах ЄС в той же день, коли рідина була упакована у прозорий пластиковий пакет з чеком, що пред'являється для перевірки через пакет.